# Proepipona
Proepipona (лат.) — род одиночных ос (Eumeninae).

## Описание
От близких родов ос отличается следующими признаками: тегулы короткие, не превышают или немного превышают паратегулы; метанотум с дорсумом и поперечным килем; тегулы латерально не расширены, менее чем в 0,75 раза шире длины. Паратегулы видны сверху. Передняя поверхность переднеспинки латерально не густо пунктирована. Проподеум наклонен ниже уровня метанотума. Аксиллярная ямка округлая; престигма короче медианной длины птеростигмы. Метанотум без полупрозрачного, пластинчатого латерального киля; мезонотум пунктированный; тергит I без придатков; метанотум без бугорков; мезонотум без продольных килей. Задняя граница тергита I непрозрачная. Метанотум без боковых зубцов. Тегулы сужаются кзади, достигая заднего конца паратегул. Пронотум шире длины в дорсальном виде; тергит I длиннее ширины в дорсальном виде; задний конец тергита II с неглубокой впадиной. Тергит I более чем в 0,5 раза шире тергита II в дорсальном виде. Средние голени с одной шпорой. Переднее крыло с первой и второй возвратными жилками, исходящими в субмаргинальной ячейке II.

## Классификация
В мировой фауне известно 8 видов и более 10 подвидов. Афротропика.
- Proepipona ampla Giordani Soika, 1989
  - Proepipona ampla ampla Giordani Soika, 1989
  - Proepipona ampla ealensis Giordani Soika, 1989
- Proepipona bothriogaster (Schletterer, 1891)
- Proepipona falcate (Tullgren, 1904)
- Proepipona lateralis (Fabricius, 1781)
  - Proepipona lateralis lateralis (Fabricius, 1781)
  - Proepipona lateralis lateropicta (Bequaert, 1918)
  - Proepipona lateralis marginiscutis (Cameron, 1910)
  - Proepipona lateralis paolii (Giordani Soika, 1934)
- Proepipona marginipunctata (Meade-Waldo, 1915)
- Proepipona meadewaldoi  (Bequaert, 1918)
  - Proepipona meadewaldoi meadewaldoi (Bequaert, 1918)
  - Proepipona meadewaldoi postscutellaris Giordani Soika, 1989
  - Proepipona meadewaldoi sedata (Giordani Soika, 1940)
- Proepipona postscutellare Giordani Soika, 1989
- Proepipona rhodesiensis  (Giordani Soika, 1941)
  - Proepipona rhodesiensis aurea Giordani Soika, 1983
  - Proepipona rhodesiensis flavofasciata Giordani Soika, 1983
  - Proepipona rhodesiensis rhodesiensis (Giordani Soika, 1941)
  - Proepipona rhodesiensis ruficollis Giordani Soika, 1989